# 江西省监察委员会
江西省监察委员会，简称江西省监委，是中华人民共和国江西省的省级地方国家监察机关，与中国共产党江西省纪律检查委员会合署办公。

## 历史沿革
2018年1月31日，江西省监察委员会正式挂牌成立。

## 历任领导
第十三届人大
- 任期：2018年1月30日－
- 主任：孙新阳（2018年1月28日[3]－2020年3月27日） → 马森述（2021年1月30日[4]－）
- 副主任：潘东军（－2022年1月11日）、肖德福（－2019年3月28日）、何刚（2018年9月30日－2022年1月11日）、魏晓奎（2019年9月28日－）、许朝杰（2021年1月19日－）、范小林（2022年1月11日－）、王仁辉（2022年1月11日－）
- 委员：肖良（－2020年11月25日）、何刚（－2018年9月30日）、魏晓奎（－2019年9月28日）、黄永茂（－2021年6月2日）、王爱东、包静（2020年1月10日－）、饶利萍（2021年1月19日－2022年7月26日）、彭海宝（2022年1月11日－）、王谷（2022年1月11日－）、徐华平（2022年7月26日－）、钱昀（2022年9月29日－）